# مارتین فان براینسن
مارتین فان براینسن (انگلیسی: Martin van Bruinessen) (زاده ۱۰ ژوئیه ۱۹۴۶ در اسخون‌هوفن) مؤلف و انسان‌شناس هلندی است که تألیفات متعددی در زمینه تاریخ و فرهنگ کردها، اندونزی، ترکیه، ایران، و مردم زازا دارد. او به جنبه‌های جامعه اسلامی به طور عمومی نیز پرداخته است.
مارتین فان براینسن در مؤسسه مطالعات اسلامی یوگیاکارتا در اندونزی به تدریس در رشته جامعه‌شناسی مذهب مشغول بوده و از سال ۱۹۹۴ نیز در دانشگاه اوترخت هلند به تدریس دروس مربوط به مطالعات کردشناسی و ترک‌شناسی اشتغال داشته است. بررسی‌های مربوط به مراحل اولیه حضور اسلام در اندونزی از زمینه‌های تحقیقی او است.